# Jean-de-Dieu-Raymond de Boisgelin de Cucé
Jean-de-Dieu-Raymond de Boisgelin de Cucé (* 27. Februar 1732 in Rennes; † 22. August 1804 in Angervilliers) war ein französischer römisch-katholischer Erzbischof, Kardinal und Mitglied der Académie française.

## Leben

### Bischof und Erzbischof im Ancien Régime
Der Kardinal Boisgelin entstammte einer bretonischen Adelsfamilie. Er besuchte das Collège du Plessis zusammen mit Jacques Turgot (mit dem er befreundet blieb), André Morellet, Loménie de Brienne und Jérôme Champion de Cicé, ging durch das Seminar Saint-Sulpice und studierte an der Sorbonne. 1755 wurde er zum Priester geweiht und war ab 1756 Generalvikar im Erzbistum Rouen. 1758 weilte er zur Wahl von Papst Clemens XIII. in Rom, dann am Hof von Parma. 1765 wurde er mit 33 Jahren zum Bischof von Lavaur (40 km nordöstlich Toulouse) geweiht und erwies sich als aktiver Landesherr, der sich um den Ausbau der Infrastruktur bemühte. Durch zahlreiche Parisreisen mit hochgelobten Leichenreden sorgte er für Wertschätzung seiner Person und wurde 1771 zum Erzbischof von Aix-en-Provence ernannt. Als solcher war er gleichzeitig mächtiger und rühriger Präsident der Etats de Provence (provenzalische Stände). 1776 wurde er in die Académie française (Sitz Nr. 13) gewählt.

### Revolution, Emigration, Rückkehr und Kardinalat
Als Mitglied (und zeitweise Vorsitzender) der Generalstände und der Konstituante von 1789 zeigte er sich in der Anfangsphase der Französischen Revolution, in der er eine führende Rolle als Vermittler zwischen den Extremen spielte, entgegenkommend. Zur Rettung der Staatsfinanzen bot er vergeblich im April 1790 aus dem Kirchenvermögen 400 Millionen an. Er unterzeichnete die Zivilverfassung des Klerus, wurde aber dann von Papst Pius VI. desavouiert, der sie ablehnte. Daraufhin stellte er sich hinter den Papst, verlor sein Erzbistum und ging im September 1792 nach England ins Exil. 1801 kam er dem Wunsch von Papst Pius VII. nach, trat von seinem Amt als Erzbischof von Aix offiziell zurück und kehrte Anfang 1802 nach Frankreich zurück. 1802 wurde er zum Erzbischof von Tours ernannt und zum Dank für seine Zustimmung zum Konkordat von 1801 (und sein Werben bei den Bischofskollegen) im Januar 1803 in den Kardinalsstand erhoben. Im August 1804 starb er im Familienkreis in Angervilliers (bei Rambouillet) im Alter von 72 Jahren. Er war Großoffizier der Ehrenlegion.

## Werke (Auswahl)
- Oraison funèbre de Stanislas Leszczynski, roi de Pologne. Paris 1766, 2004.
- (Übersetzer) Les Héroïdes d'Ovide, traduites en vers français. Philadelphie 1786. Paris 1824. (Heroides)
- L'Art de juger par l'analyse des idées. Moutard, Paris 1789.
- Considérations sur la paix publique, adressées aux chefs de la Révolution. 1791.
- Le psalmiste. Précéde d'un discours préliminaire sur la poésie sacrée. London 1799.
- Oeuvres du cardinal de Boisgelin contenant ses oraisons funèbres, discours, traités philosophiques et politiques, la traduction en vers français des Psaumes de David, précédées d'une notice historique. F. Guitel, Paris 1818.  (Die biographische Würdigung, S. XVII–LXXIV, ist von Louis-François de Bausset-Roquefort.)